# Sheaffer
Sheaffer Pen Corporation è una fabbrica di penne stilografiche di lusso, fondata nel 1912 da Walter A. Sheaffer a Fort Madison, nello Iowa (USA).

## Storia

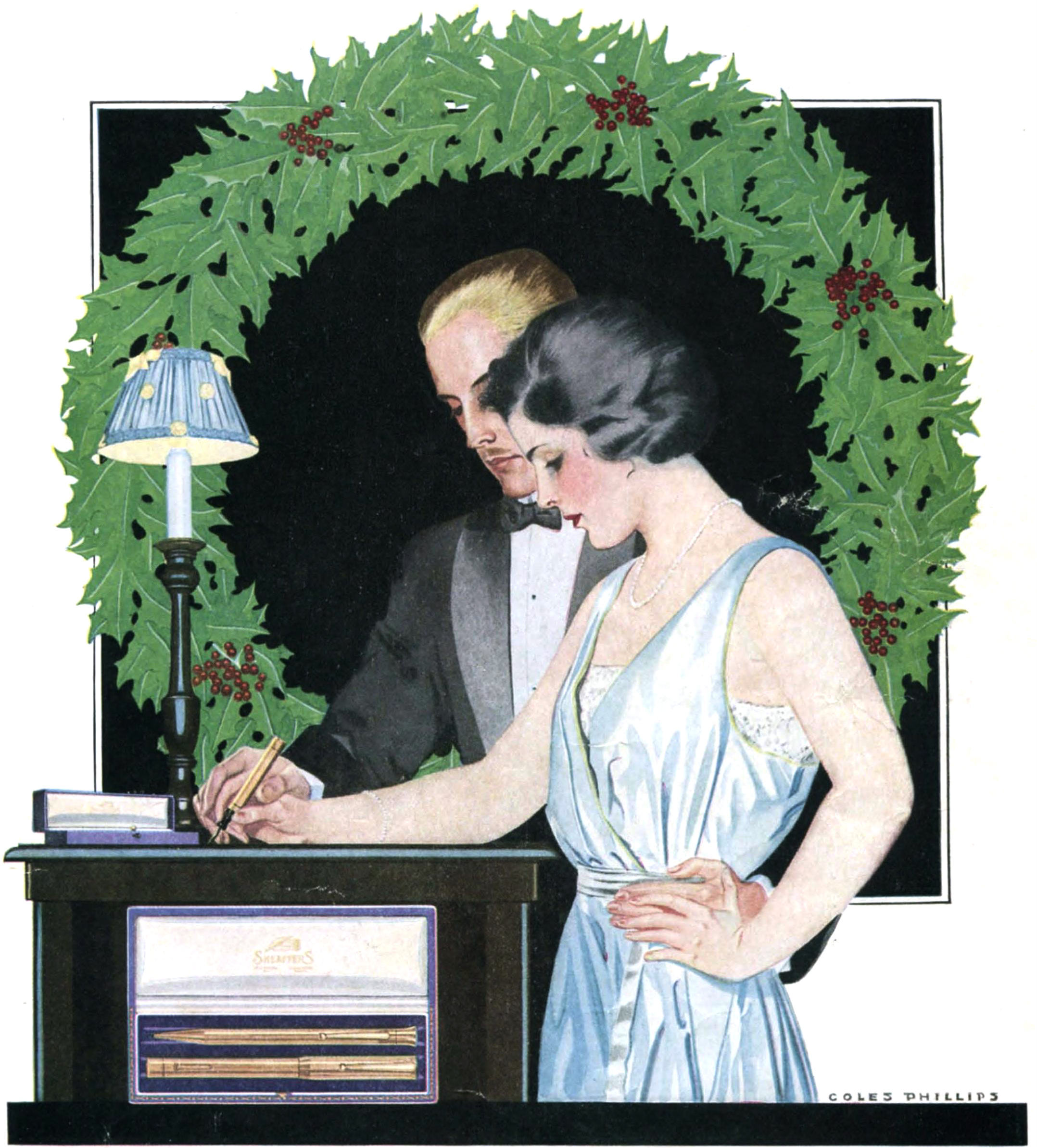
Immagine pubblicitaria del 1921

Nel 1907 W.A. Sheaffer inventa un meccanismo di caricamento a levetta dell'inchiostro, brevettato l'anno successivo. Nel 1912 inizia con sette dipendenti la produzione di stilografiche nel retro del suo negozio di gioielliere, anche se l'azienda viene registrata solo l'anno seguente. Nel 1922 la Sheaffer lancia il nuovo e scorrevole inchiostro Skrip, prodotto ancora oggi. Nel 1924, grazie all'impiego di un nuovo materiale, chiamato Radite, produce la penna Jade Green (verde giada), la prima di una serie di penne colorate che riscuotono grande successo.
Viene adottato inoltre il marchio di qualità White Dot, usato tuttora, dopo che in precedenza erano state presentate le penne Lifetime, con garanzia a vita. In seguito la Sheaffer presenta numerose innovazioni tecniche e stilistiche, con i modelli Balance, Crest, Triumph, Imperial e altri, fino ai modelli attuali che comprendono anche penne a sfera. Dopo essere stata di proprietà della Bic, dal 2014 la Sheaffer appartiene alla A.T. Cross Company. Dal 2022 appartiene alla William Penn, società con sede a Bangalore, India.